# Stazione di Asa
La stazione di Asa (厚狭駅?, Asa-eki) è una stazione ferroviaria della città di Sanyō-Onoda, nella prefettura di Yamaguchi. È gestita da JR West ed è percorsa dal treno ad alta velocità Sanyō Shinkansen e dalle linee Sanyō e Mine.

## Linee

### Treni
- JR West
  - Linea principale Sanyō
  - Linea Mine
  - Sanyō Shinkansen